# كاتيا ماير
كاتيا ماير (بالألمانية: Katja Mayer)‏ هي تريثلت ألمانية، ولدت في 4 يناير 1968 في آوغسبورغ في ألمانيا.

## وصلات خارجية
- كاتيا ماير على موقع اتحاد الترياتلون الدولي (الإنجليزية)
- كاتيا ماير على موقع IAT Triathlon Database (الإنجليزية)